# 常任代理人
常任代理人とは、外国に住所または居所を有する投資家が選任する国内の代理人であり、standing proxyと訳される。
日本の上場会社は定款または株式取扱規則において、株主が外国に居住するときは日本国内に常任代理人を選任してその住所・氏名・印鑑を届けるか、または通知を受けるべき場所（仮住所）を定めて届けるべきことを定めている。法令上の規定は存在しないが、会社の株主管理負担軽減のため採用されているものである。非上場会社においてもそのような規則を定めていることが多い。税法上の非居住者の要件を満たすかどうかにかかわらず、投資家が外国に転居する場合は投資先の会社（通常は株主名簿管理人）に対し、常任代理人または国内の仮住所を届け出なければならないことになる。株式のほか、社債などの有価証券を保有する場合も同様である。
常任代理人は、株主・社債権者を代理して当該有価証券に関する権利を行使し、会社からの通知を受領する等の権限を与えられる。銀行・証券会社が日本国内におけるカストディ業務を担当する場合は、当該業務の一部として常任代理人の業務を行う。その他、投資家と関連があるとみられる日本国内の事業会社を選任するケースもあるし、個人株主の場合などでは親族・友人などの自然人を常任代理人として選任することもある。